# 高選
高選（1457年—1516年），字朝用，號渭坡，陝西西安府高陵縣人，軍籍，明朝政治人物。

## 生平
弘治二年（1489年）己酉科陝西鄉試第六十五名舉人。弘治六年（1493年）中式癸丑科會試第一百二名，三甲第一百零六名進士。丁母憂，服闋，授户部雲南司主事，十六年（1503年）升本司员外郎，管理通州粮储和天津仓库，监督馬草场，榷税崇文门，又奉敕册封韓府，告病归。因触犯宦官劉瑾而致仕，復以勘田事，罚米五百石，输送宣府。正德三年（1508年）以户部推荐，升户部郎中，督理宣府粮储，五年因被歸为吏部尚書張綵之黨而降二级，贬为河南鈞州同知，七月升吉州知州，次年調山東臨清知州，遷两淮盐运司同知，正德十一年（1516年）卒于任。

## 家族
曾祖高志才；祖父高榮；父高恕（1424年-1474年），字子推，生于永樂甲辰七月初六日，卒于成化甲午六月，享年五十一。母商氏（1426年-1493年）。慈侍下。兄高远。弟高遂。